# 北貝里 (英國國會選區)
北伯里（英語：Bury North），英國國會一自治市選區，位於英格蘭大曼徹斯特郡伯里都市自治市北部。創設於1983年。
該區是工黨和保守黨爭持的選區。2010年大選中保守黨的大衛·納托爾以40.2%選票勝出，重奪失落十三年的議席，使此區成為保守黨在大曼徹斯特的唯一選區。此選區又於2017年至2019年短暫失去予工黨。